# NGC 3862
NGC 3862 est une vaste galaxie elliptique située dans la constellation du Lion. Sa vitesse par rapport au fond diffus cosmologique est de 6 802 ± 23 km/s, ce qui correspond à une distance de Hubble de 100,3 ± 7,0 Mpc (∼327 millions d'al). NGC 3862 a été découverte par l'astronome germano-britannique William Herschel en 1785.
NGC 3862 une galaxie à noyau actif (AGN). C'est une galaxie à faible émission radio (low-excitation radio galaxy, LERG) et également une galaxie dont le noyau présente un spectre d'émission caractérisé par de larges raies d'atomes faiblement ionisés (LINER)). Selon la base de données Simbad, NGC 3862 est une galaxie active qui contient un quasar (3C 264.0).
À ce jour, 25 mesures non basées sur le décalage vers le rouge (redshift) donnent une distance de 93,188 ± 19,076 Mpc (∼304 millions d'al), ce qui est à l'intérieur des valeurs de la distance de Hubble. Notons cependant que c'est avec la valeur moyenne des mesures indépendantes, lorsqu'elles existent, que la base de données NASA/IPAC calcule le diamètre d'une galaxie et qu'en conséquence le diamètre de NGC 3862 pourrait être d'environ 50,1 kpc (∼163 000 al) si on utilisait la distance de Hubble pour le calculer.

## Trou noir supermassif
Selon une étude publiée en 2009 et basée sur la vitesse interne de la galaxie mesurée par le télescope spatial Hubble, la masse du trou noir supermassif au centre de NGC 3862 serait comprise entre 120 millions et 640 millions de {\displaystyle M_{\odot }}.

## Groupe de NGC 3842

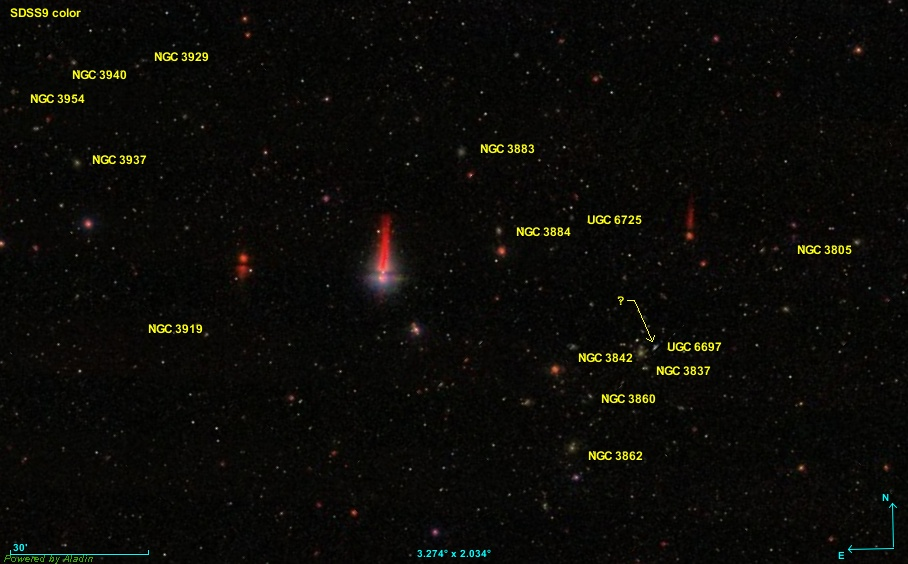
Les galaxies du groupe de NGC 3842

NGC 3862 fait partie du groupe de NGC 3842, la galaxie la plus brillante de ce groupe. Le groupe de NGC 3842 compte au moins 16 galaxies. Les autres galaxies du groupe sont NGC 3805, NGC 3837, NGC 3842, NGC 3860, NGC 3883, NGC 3884, NGC 3919, NGC 3929, NGC 3937, NGC 3940, NGC 3947, NGC 3954, UGC 6697 et UGC 6725 respectivement noté 1141+2015 et 1142+2044 pour les galaxies CGCG 1141.2+2015 et CGCG 1142.5+2044. La 16e galaxie de la liste de l'article publié par Abraham Mahtessian en 1998 est noté 1134+2015, une malheureuse notation abrégée qui rend difficile et parfois même impossible l'identification de la galaxie, comme celle-ci qui ne figure pas dans les bases de données NASA/IPAC et Simbad. Il se pourrait que 1134+2015 soit la galaxie SDSS J114348.22+195830.7 qui est au nord et très rapproché de UGC 6697. La distance de Hubble de cette galaxie naine est en effet égale à 105,0 ± 7,4 Mpc (∼342 millions d'al) et elle appartient donc sans doute au groupe de NGC 3862.

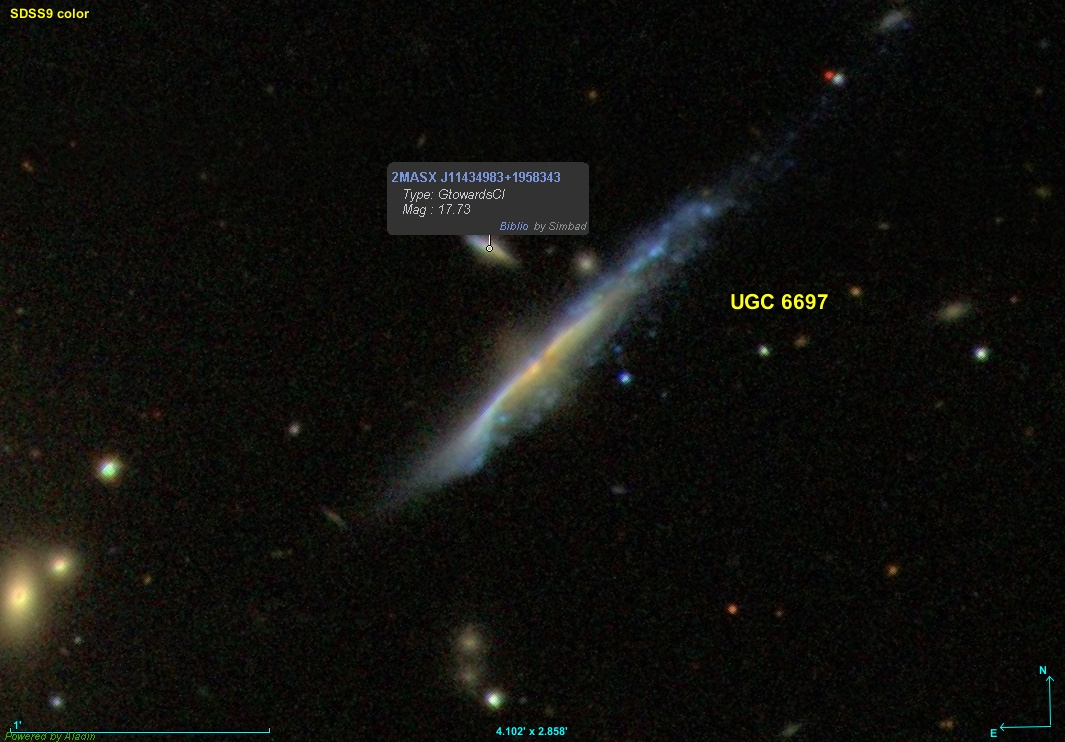
La galaxie naine au nord de UGC 6697 fait partie du groupe de NGC 3842

La galaxie au nord de NGC 3862 est IC 2955. Les distances de Hubble de ces deux galaxies sont respectivement égales à 100,3 ± 7,0 Mpc (∼327 millions d'al) et à 100,8 ± 7,1 Mpc (∼329 millions d'al) Ces deux galaxies forment probablement une paire de galaxies. IC 2955 fait donc partie du groupe de NGC 3842, mais elle n'apparait pas dans la liste de Mahtessian, un oubli?
Comme plusieurs des galaxies voisines, NGC 3862  et les galaxies du groupe de NGC 3842 font partie de l'amas de galaxies du Lion (Abell 1367).
Note : la galaxie NGC 3860 dans la liste de Mahtessian ne fait pas vraiment partie du groupe de NGC 3842. Elle fait plutôt partie du groupe de NGC 3861. Voir la page de NGC 3860 pour plus des informations plus détaillées.